# Бурдина, Светлана Викторовна
Светла́на Ви́кторовна Бу́рдина (род. 2 июля 1959, Пермь, СССР) — советский и российский литературовед, доктор филологических наук (2003), заведующая кафедрой русской литературы Пермского университета (с 2017).
Известна как исследователь творчества А. Ахматовой. В ПГНИУ является лидером научного направления «Типологические закономерности и диалог культур в русской литературе XIX—XXI вв.». Автор учебных пособий (в том числе с грифом УМО).

## Биография
В 1981 году окончила филологический факультет Пермского университета. Ученица профессора Р. В. Коминой.
Печатается как литературовед с 1981 года. В 1983 году поступила в аспирантуру Московского университета и окончила её в 1986 году. В 1987 году защитила кандидатскую диссертацию «Традиции В. В. Маяковского в современной советской поэме».
В 1989 году вместе с А. С. Стабровским выступила в качестве сценариста фильма «Король Урала», посвящённого пермскому предпринимателю, меценату и общественному деятелю Н. В. Мешкову.
Доктор филологических наук (2003, диссертация «Поэмы А. Ахматовой: роль „вечных образов“ культуры в формировании жанра»), профессор (2004), с 2017 года — заведующая кафедрой русской литературы ПГНИУ.

## Научная деятельность
Основные научные интересы: история русской литературы XX века, поэтика русской литературы начала XX века, поэзия серебряного века, новейшая литература, духовная культура Урала. Известна как исследователь творчества А. Ахматовой (см., напр.).
С. В. Бурдина — автор четырёх монографий и двух учебных пособий к спецкурсам по поэзии серебряного века и современной поэзии. Статьи С. В. Бурдиной печатаются в таких научных журналах, как «Вестник Московского университета, Серия 9:Филология», «Филологические науки», а также в зарубежных изданиях (Scopus).
В 2014—2015 годах С. В. Бурдина по заказу Института русского языка имени А. С. Пушкина (Москва) разработала адресованный школьникам и студентам электронный образовательный ресурс (5 модулей) «Художественный мир русской литературы XIX-XX вв.».
В ПГНИУ является лидером научного направления «Типологические закономерности и диалог культур в русской литературе XIX—XXI вв.».

## Членство в научных и общественных организациях
- Член диссертационного совета по защите диссертаций при Пермском государственном национальном исследовательском университете.
- Член редколлегии научного журнала «Российская и зарубежная филология»[10].
- Профессор Российской Академии естествознания.

## Награды
- Лауреат конкурса ПГНИУ на лучшую научную работу в области гуманитарных наук.
- Лауреат премии губернатора Пермского края.
- Почётная грамота Министерства образования Пермского края (2011).
- Почётная грамота Министерства образования и науки Российской федерации (2012).

## Научные труды
Опубликовала более 120 научных работ, в том числе в рецензируемых научных изданиях, утвержденных ВАК Министерства образования и науки РФ.

### Монографии
- Бурдина С. В. Жанровые открытия В. Маяковского и русская поэма 1970—1980 гг., Пермь: Изд-во Перм. ун-та, 1999.112 с.
- Бурдина С. В. Поэмы Анны Ахматовой: «вечные образы» культуры и жанр. Монография. Пермь: Изд-во Перм. ун-та. 2002. 311 с.
- Бурдина С. В. Лирический эпос Анны Ахматовой: Пространство памяти культуры. Учебное пособие по спецкурсу. Гриф УМО. Пермский университет, Пермь, 2007. 343 c.
- Бурдина С. В. «Только зеркало зеркалу снится…»: Ещё раз о «Поэме без героя». Пермь: Пермский гос. ун-т. 2010. C 97
- Бурдина С. В. «Четыре поэмы Анны Ахматовой: Новая жанровая парадигма» Изд-во: LAP LAMBERT Academic Pablishing. Saarbrucken. Germany, 2012. 368 с.

### Статьи ВАК
- Бурдина С. В. Традиции Маяковского в современной советской поэме о войне // Вестник Московского университета. Сер. 9: Филология. 1986. С. 3-8
- Бурдина С. В. Библейские образы и мотивы в поэме А. Ахматовой «Реквием» // Филологические науки. 2001. № 6. С. 3-12.
- Бурдина С. В. «Полночная гофманиана» поэмы А. А. Ахматовой «Путем всея земли» // Вестник Московского университета. Сер. 9.Филология. 2002, № 3. C. 121—128
- Бурдина С. В. «Реквием» А. Ахматовой как «петербургский текст» русской литературы // Вестник Московского университета. Сер. 9.Филология. 2003. № 5. С. 148—158
- Бурдина С. В. «Реквием» А. Ахматовой: география и модель пространства // Филологические заметки: межвуз. сб. науч. тр. Вып. 4: в 2 ч. Скопье; Любляна, 2006, С. 22-31
- Бурдина С. В. Апокалиптический миф «Поэмы без героя» А. Ахматовой // Филолошки студии: межвуз. сб. науч. тр. Вып. 5: в 2 ч. Скопье, 2007. ч. 2. С. 17-26
- Бурдина С. В. Парадоксы хронотопа в «Реквиеме» А. Ахматовой // Вестник Пермского университета. Российская и зарубежная филология. 2009, Вып. 1(7), С 60-65
- Бурдина С. В., Мокрушина О. А. О семантике образов «зимнего» ряда в поэзии А. Ахматовой // Вестник Пермского университета. Российская и зарубежная филология. 2010. Вып. 1(7). С. 95-100 (в соавторстве с О. А. Мокрушиной).
- Бурдина С. В. Архитектурный пейзаж Петербурга в зеркалах «Поэмы без героя» // Вестник Пермского университета. Российская и зарубежная филология. 2010. Вып. 2(8), С. 136—140.
- Бурдина С. В. «Двух голосов перекличка»: О дешифровке «Заблудившегося трамвая» Н.Гумилева // Вестник Пермского университета. Российская и зарубежная филология. 2010. Вып. 3(9), С. 119—124.
- Бурдина С. В. «Мастер и Маргарита» и «Поэма без героя»: Парадоксы художественного времени и пространства // Вестник Пермского университета. Российская и зарубежная филология. 2010. Вып. 5(11). С. 147—151.
- Бурдина С. В. Петербург в системе зеркал «Поэмы без героя» А. Ахматовой // Вестник Пятигорского государственного лингвистического университета. Пятигорск, 2010. № 2, ч. 2. С.199 — 204.
- Бурдина С. В. Китежская символика в текстах Серебряного века // Вестник Пятигорского государственного лингвистического университета. Пятигорск, 2010. № 3, ч.1. С.202-205.[11]
- Бурдина С. В. Хронотоп коммунальной квартиры в прозе Ю. Мамлеева // Вестник Пермского университета. Российская и зарубежная филология. 2011. № 2. С. 154—159 (в соавторстве с Н. А. Поляковой).
- Бурдина С. В. «Трагическая симфония о судьбе поколения»: Лиро-эпическая трилогия А. Ахматовой // Вестник Пермского университета. Российская и зарубежная филология. 2011. Вып. 4(16). С. 151—156.
- Бурдина С. В., И. В. Бурдин Образ мира в прозе В. Богомолова: Система художественных антиномий // Вестник Пермского университета. Российская и зарубежная филология. 2012. Вып. 4 (20). С. 149—156
- Бурдина С. В. «От тебя приходила ко мне тревога…» Блоковский контекст поэмы А. Ахматовой «У самого моря» // Вестник Пермского университета. Российская и зарубежная филология. 2013. Вып. 2 (22). С. 119—125.
- Бурдина С. В. Мотив возвращения домой в поэзии Ахматовой 1940-го года // Вестник Пермского университета. Российская и зарубежная филология. 2014. Вып. 1(25). С. 112—120.
- Бурдина С. В. Изображение школы в русской литературе XIX века: основные тенденции // Вестник Пермского университета. Российская и зарубежная филология. 2014. Вып. 2 (26). С. 99-108 (в соавторстве с О. А. Мокрушиной).
- Бурдина С. В. Эволюция жанра школьной повести в русской литературе XIX века // Вестник Пермского университета. Российская и зарубежная филология. 2016. Вып. 2 (24). С. 128—134.
- Бурдина С. В. Гумилевские подтексты в поэмах А. Ахматовой // Вестник Пермского университета. Российская и зарубежная филология. 2018. Том 10. Вып. 1. С. 79-88.

### Статьи «Scopus»
- Burdina S.V. «School» text of the XIX century: A.P. Chekhov // Life Science Journal. 2014. Vol. 11. No 10s. P. 327—330 (co-authored with O. A Mokrushina, B. V. Kondakov).
- Burdina S. V. School as a subject of image in the Russian literature of the 1930’s // Life Science Journal. 2014. Vol. 11. No 10s. P. 272—276 (co-authored with O.A. Mokrushina, A.A. Arustamova, B.V. Kondakov).
- Burdina S.V. Text-forming through the sense dynamic aspect (недоступная ссылка) // Journal of Language and Literature 2014; 5(2), 125—130. (co-authored with E. A. Bazhenova, B. V. Kondakov, N. V. Danilevskaya).